# Futbolista europeu de l'any
El premi al futbolista europeu de l'any és un guardó anual amb el qual es premia al millor jugador de futbol que juga a Europa. Els premis són atorgats pel diari uruguaià "El País" amb el nom de "Rei del futbol europeu".

## Guanyadors
| Any  | Futbolista                   | Club                  |
| ---- | ---------------------------- | --------------------- |
| 1991 | Jean Pierre Papin            | Olympique de Marsella |
| 1992 | Marco Van Basten             | AC Milan              |
| 1993 | Roberto Baggio               | FC Juventus           |
| 1994 | Paolo Maldini                | AC Milan              |
| 1995 | George Weah                  | AC Milan              |
| 1996 | Ronaldo Nazario de Lima      | FC Barcelona          |
| 1997 | Ronaldo Nazario de Lima      | FC Inter de Milà      |
| 1998 | Zinédine Zidane              | FC Juventus           |
| 1999 | Rivaldo Vitor Borba Ferreira | FC Barcelona          |
| 2000 | Luis Figo                    | Reial Madrid          |
| 2001 | Zinédine Zidane              | Reial Madrid          |
| 2002 | Zinédine Zidane              | Reial Madrid          |
| 2003 | Zinédine Zidane              | Reial Madrid          |
| 2004 | Ronaldinho                   | FC Barcelona          |
| 2005 | Ronaldinho                   | FC Barcelona          |
| 2006 | Ronaldinho                   | FC Barcelona          |
| 2007 | Kaká                         | AC Milan              |
| 2008 | Cristiano Ronaldo            | Manchester United FC  |
| 2009 | Lionel Messi                 | FC Barcelona          |
| 2010 | Lionel Messi                 | FC Barcelona          |
| 2011 | Lionel Messi                 | FC Barcelona          |
| 2012 | Lionel Messi                 | FC Barcelona          |